# 长尾敬
长尾敬（日语：長尾敬，1962年11月29日—），出生于日本大阪府，众议院议员（当选2次），政治家。

## 生平
1962年，长尾敬出生在日本大阪府。早年，长尾敬在东京都立保谷高等学校读书，1986年（昭和61年），长尾敬在立命馆大学经营学部经营学科毕业。同年，长尾敬加入明治安田生命保险。师从众议院议员阿久津幸彦。长尾敬又在大前研一主宰政策塾“一新塾”入塾。
2002年（平成14年）8月，长尾敬从明治生命保险退社；同年9月，就任民主党大阪府第14区总支部长。2003年（平成15年）11月9日，第43届日本众议院议员总选举，长尾敬成为民主党候选人，以78,654票落选。
2005年（平成17年）9月11日，第44届日本众议院议员总选举，长尾敬作为民主党候选人，以89,142票落选。
2009年（平成21年）8月30日，第45届日本众议院议员总选举，长尾敬战胜自民党现职议员谷畑孝，以136,798票当选。
2012年众议院解散前夕，长尾敬退出民主党，以“与安倍晋三总裁持有共同的国家观和历史观”为由申请加入自民党，自民党在最后时刻追加公认长尾为自民党候选人，但在第46届日本众议院议员总选举长尾还是落选。在2012年大选自民党取得历史性胜利的背景中，长尾是仅有两名落选的现任议员之一。
2013年7月1日，长尾敬赴钓鱼岛宣示主权。
2014年12月第47届日本众议院议员总选举，長尾敬重返眾議院。